# Lounès Gaouaoui
Lounès Gaouaoui (ar. الوناس قاواوي, ur. 28 września 1977 w Tizi Wuzu) – algierski piłkarz grający na pozycji bramkarza.

## Kariera klubowa
Gaouaoui pochodzi z miasta Tizi Wuzu. Karierę piłkarską rozpoczął w klubie USM Drâa Ben Kheda. W latach 1997–1999 grał w pierwszym składzie tego zespołu. W 1999 roku odszedł do pierwszoligowego JS Kabylie. W 2000 roku osiągnął z tym klubem pierwszy sukces w karierze, gdy wygrał Puchar Konfederacji (1:1, 0:0 w finale z Ismaily SC). W 2001 i 2002 roku także zwyciężył z JS Kabylie w tym pucharze (odpowiednio w finałach 1:2, 1:0 z Étoile Sportive du Sahel i 4:0, 0:1 z Tonnerre Jaunde). W 2002 roku został też wicemistrzem Algierii, a w 2004 roku wywalczył swoje pierwsze mistrzostwo kraju. W 2005 roku został po raz drugi wicemistrzem ligi, a w 2006 – mistrzem.
Na początku 2007 roku po 6,5 roku gry w JS Kabylie zmienił klub i odszedł do innego pierwszoligowca, WA Tlemcen. Grał w nim przez półtora roku. Z kolei w sezonie 2008/2009 był piłkarzem USM Annaba, a latem 2009 roku ponownie zmienił drużynę. Przeszedł wówczas do ASO Chlef. Następnie grał w USM Blida, AS Khroub i CS Constantine.
| Sezon   | Klub           | Kraj     | Rozgrywki              | Mecze | Bramki |
| ------- | -------------- | -------- | ---------------------- | ----- | ------ |
| 1999/00 | JS Kabylie     | Algieria | Championnat National   | 6     | 0      |
| 2000/01 | JS Kabylie     | Algieria | Championnat National   | 13    | 0      |
| 2001/02 | JS Kabylie     | Algieria | Championnat National   | 27    | 0      |
| 2002/03 | JS Kabylie     | Algieria | Championnat National   | 30    | 0      |
| 2003/04 | JS Kabylie     | Algieria | Championnat National   | 21    | 0      |
| 2004/05 | JS Kabylie     | Algieria | Championnat National   | 22    | 0      |
| 2005/06 | JS Kabylie     | Algieria | Championnat National   | 30    | 0      |
| 2006/07 | JS Kabylie     | Algieria | Championnat National   | 7     | 0      |
| 2006/07 | WA Tlemcen     | Algieria | Championnat National   | 15    | 0      |
| 2007/08 | WA Tlemcen     | Algieria | Championnat National   | 27    | 0      |
| 2008/09 | USM Annaba     | Algieria | Championnat National   | 26    | 0      |
| 2009/10 | ASO Chlef      | Algieria | Championnat National   | 21    | 0      |
| 2010/11 | USM Blida      | Algieria | Championnat National   | 26    | 0      |
| 2012/13 | AS Khroub      | Algieria | Championnat National 2 | ?     | ?      |
| 2012/13 | CS Constantine | Algieria | Championnat National   | 2     | 0      |
| 2013/14 | CS Constantine | Algieria | Championnat National   | 0     | 0      |

## Kariera reprezentacyjna
W reprezentacji Algierii Gaouaoui zadebiutował 30 grudnia 2001 roku w przegranym 0:1 towarzyskim spotkaniu z Senegalem. W 2002 roku został powołany do kadry Algierii na Puchar Narodów Afryki 2002, a w 2004 na Puchar Narodów Afryki 2004, na którym dotarł z Algierią do ćwierćfinału. W 2009 roku wywalczył z nią awans na Mistrzostwa Świata w RPA, a w 2010 roku znalazł się w kadrze na Puchar Narodów Afryki 2010.